# Marita Sandig
Marita Sandig (ur. 4 kwietnia 1958 w Lichtenstein) – niemiecka wioślarka reprezentująca NRD, złota medalistka olimpijska i wielokrotna medalistka mistrzostw świata.

## Kariera
Wystąpiła na igrzyskach olimpijskich w Moskwie w 1980, gdzie osada NRD w składzie: Martina Boesler, Kersten Neisser, Christiane Köpke, Birgit Schütz, Gabriele Kühn, Ilona Richter, Marita Sandig, Karin Metze i Marina Wilke (sternik) zdobyła złoty medal w ósemkach. W wyścigu finałowym uplasowały się o 0,97 sekundy przed osadą ZSRR i o 2,31 sekundy przed osadą Rumunii. Był to jej jedyny start olimpijski.
W tej samej konkurencji wywalczyła również złoto na mistrzostwach świata w Amsterdamie (1977). Następnie zdobyła złoty medal w czwórkach ze sternikiem na mistrzostwach świata w Cambridge (1978) i srebrne na mistrzostwach świata w Bledzie (1979) i mistrzostwach świata w Monachium (1981). Ponadto wspólnie z Silvią Fröhlich zwyciężała w dwójkach bez sternika na mistrzostwach świata w Lucernie (1982) i mistrzostwach świata w Duisburgu (1983).
W 1980 została odznaczona Orderem Zasługi dla Ojczyzny.
Z wykształcenia była nauczycielką, jednak nie pracowała w zawodzie.
Jej mężem był Uwe Gasch, jednak rozwiedli się.